# 우크라이나 총재정부

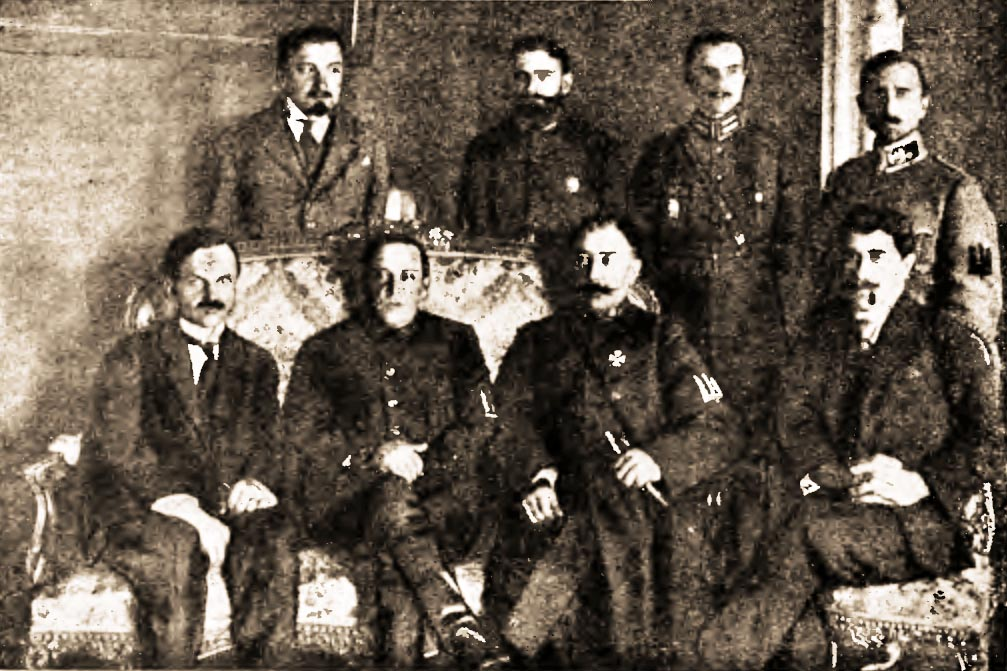
1920년 우크라이나 총재정부

총재정부(우크라이나어: Директорія 디렉토리야[*])는 1918년 11월 13일에 형성된 우크라이나 인민공화국의 집단지도적 혁명 내각이다. 독일을 등에 업은 파울로 스코로파즈키의 독재 정권이었던 우크라이나국을 전복시키는 반란 와중에 형성되었다. 스코로파즈키 정권을 전복시킨 뒤 국무집행평의회(우크라이나어: Рада Завідуючих Державними Справами)로 개칭했다. 위원회 구성을 완료하는 데 실패함에 따라 1920년 11월 10일 해산되었다.